# Bengt E. Thomasson
Bengt E. Thomasson (* 23. Februar 1926 in Falun; † 2. Januar 2025) war ein schwedischer Althistoriker und Epigraphiker.

## Leben
Bengt E. Thomasson studierte an der Universität Lund Latein, Griechisch, Klassische Archäologie und Alte Geschichte. Anschließend arbeitete er am Svenska Institutet i Rom, dessen Leiter er von 1961 bis 1964 war. Von 1972 bis 1978 war er als Dozent an der Universität Göteborg tätig und unterrichtete am Lundby Gymnasium in Göteborg alte Sprachen. Die akademischen Jahre 1986/1987 und 1991/1992 verbrachte er als Gastforscher am Institute for Advanced Study in Princeton (New Jersey).
Sein Forschungsschwerpunkt war die römische Epigraphik. Thomasson gab zahlreiche lateinische Inschriften Italiens und Nordafrikas heraus und veröffentlichte Studien zur Chronologie und Prosopographie der römischen Provinzen in der Kaiserzeit. Sein Hauptwerk war das mehrbändige Laterculi praesidum (1972–1990), in dem die kaiserzeitlichen Statthalter der römischen Provinzen mitsamt der epigraphischen, numismatischen und papyrologischen Belege verzeichnet sind.
Thomasson war seit 1974 korrespondierendes Mitglied des Deutschen Archäologischen Instituts.

## Schriften
- Die Statthalter der römischen Provinzen Nordafrikas von Augustus bis Diocletianus (= Skrifter utgivna av Svenska Institutet i Rom. Series in 8o, Band 9). 2 Teilbände, Gleerup, Lund 1960 (Dissertation).
- Laterculi praesidum. 3 Bände, Radius, Göteborg 1972–1990.
- Senatores procuratoresque Romani, nonnulli quorum cursus honorum munerumve post volumina prosopographiae Imperii Romani. Radius, Göteborg 1975.
- Legatus. Beiträge zur römischen Verwaltungsgeschichte (= Skrifter utgivna av Svenska Institutet i Rom. Series in 8o, Band 18). Åström, Stockholm 1991, ISBN 91-7042-140-4.
- Fasti Africani. Senatorische und ritterliche Amtsträger in den römischen Provinzen Nordafrikas von Augustus bis Diokletian (= Skrifter utgivna av Svenska Institutet i Rom. Series in 4o, Band 53). Åström, Stockholm 1996, ISBN 91-7042-153-6.
- als Herausgeber: A survey of Greek and Latin inscriptions on stone in Swedish collections (= Skrifter utgivna av Svenska Institutet i Rom. Series in 8o, Band 22). Åström, Stockholm 1997, ISBN 91-7042-154-4.